# 三重北医療センターいなべ総合病院
三重北医療センターいなべ総合病院（みえきたいりょうせんたーいなべそうごうびょういん）は、三重県いなべ市にある医療機関。三重県厚生農業協同組合連合会（JA三重厚生連）が運営する病院である。

## 概要
JA（農業協同組合）グループを構成する組織体である三重県厚生農業協同組合連合会（JA三重厚生連）が県内で運営する7病院のひとつ。いなべ市では唯一の総合病院である。
2018年（平成30年）にいなべ市はふるさと納税を活用して内科医を確保する方針を示した。具体的には、ふるさと納税で3000万円を目標に募り、三重県近隣の大学医学部に寄付講座を開設し、代わりに内科医をいなべ総合病院に派遣してもらう計画である。民間の医療機関の医師確保にふるさと納税を利用するのは本事例が初となる。
2019年（平成31年）4月にいなべ市、名古屋市立大学病院、三重北医療センター　いなべ総合病院の三者で連携協定を締結し、2019年（令和元年）6月18日に寄附講座「地域医療連携推進学」が開設された。
名古屋市立大学　漢方医学センターのセンター長がいなべ総合病院の寄附講座教授となり、漢方外来を開設。西洋医学と東洋医学の融合による専門的な治療を受ける事ができる。
2019年（令和元年）9月に、最新鋭の内視鏡下手術支援ロボット・ダヴィンチXｉを導入し、10月より”ロボット・低侵襲手術センター”が開設された。
これは、三重県桑員地区で初の導入となった。
2020年（令和2年）1月より、泌尿器科分野にてロボット手術が開始され、消化器外科分野においてもロボット手術の導入が検討されている。
2020年（令和2年）8月に、泌尿器科において前立腺ロボット手術の施設基準をクリアし、認定病院に指定される。同時に女性泌尿器科を開設し、婦人科と共に共同診療にあたっている。
2021年（令和3年）1月に、日本脊椎脊髄病学会脊椎脊髄外科指導医・日本脊椎脊髄病学会脊椎脊髄外科専門医が名古屋市立大学より派遣され、三重北　脊椎センターを開設。　
　　　　　　　　　　　　　　　　数少ない椎間板酵素注入療法の認定施設となっている。
2021年（令和3年）、いなべ市の新型コロナウイルスワクチン集団接種会場となり、1日500名程度の接種が行われている。
沿革
- 1953年（昭和28年）10月 - 三重県厚生連員弁厚生病院として開院。
- 2002年（平成14年）9月 - 現在地に移転。
- 2014年（平成26年）4月 - 三重県がん診療連携推進病院の指定。
- 2017年（平成29年）4月 - 三重北医療センターいなべ総合病院に名称変更。

## 診療科目
- 総合内科
- 循環器科
- 呼吸器科
- 血液内科
- 肛門外科
- 糖尿病内科
- 消化器科
- 外科
- 整形外科
- 形成外科
- 脳神経外科・脳神経血管内治療科
- 放射線科
- リハビリテーション科
- 小児科
- 皮膚科
- 泌尿器科
- 呼吸器外科
- 産婦人科
- 眼科
- 耳鼻咽喉科
- 麻酔科

## 医療機関の指定等
- 三重県災害拠点病院
- 三重県がん診療連携推進病院

## 交通アクセス
- 三岐鉄道北勢線 阿下喜駅より徒歩で約5分。
- 三重交通バス、いなべ市福祉バス「いなべ総合病院前」バス停下車。